# یوسف بحرانی
یوسف بحرانی (مشهور به شیخ یوسف و صاحب الحدائق) متوفی ۱۱۸۶ ق فقیه، اخباری و محدث شیعی بود.

## زندگی‌نامه
صاحب‌الحدائق زادهٔ ۱۱۰۷ قمری در قریه ماحوز بحرین است. وی از علمای آل‌عصفور است. پدرش شیخ احمد در پی هجوم خوارج به شیعیان در قطیف به بحرین کوچ کرد. شیخ یوسف در بحرین علوم دینی آموخت و برای ادامه آن به شیراز کوچ کرد. سپس مادر و برادرانش را هم به شیراز آورد. او امام جمعه شیراز بود و ۱۴ سال را در آن شهر گذراند. با ناامن شدن شیراز مادر و برادرانش را به بحرین برگرداند به فسا رفت و هشت سال در فسا ماند، در آنجا ازدواج کرد و به تدریس و کشاورزی پرداخت. در محیط آرام آنجا کتاب «الحدائق الناضره فی احکام العتره الطاهره» که یک دوره فقه شیعه است را نگاشت. در پی ناامن شدن فسا به اصطهبانات رفت و بلافاصله به مشهد، قم و بهبهان سفر کرد. حوزه علمیه کربلا کانون اخبارگری و در مقابل حوزه علمیه نجف، مهد «اصولیون» و اجتهادیون بود.

## خاندان
شیخ یوسف بن احمد بن ابراهیم بن احمد بن صالح بن عصفور الدرازی البحرانی

## آثار
- الحدائق الناضره فی احکام العتره الطاهره، مشهور به «حدائق» در ۲۵ جلد
- چند رساله به نام: «اجوبه المسائل» از جمله: اجوبه المسائل البحرانیه
- کشکول بحرانی
- درر النجفیه

وی دارای طبع شعری هم بوده و از او اشعار و قصایدی باقی‌مانده است.

## درگذشت
سرانجام یوسف بحرانی در ۷۹ سالگی و در روز چهارم ربیع‌الاول سال ۱۱۸۶ ق درگذشت، و در حرم حسین بن علی به خاک سپرده شد.